# The McClymonts
Le The McClymonts sono un girl group australiano nato nel 2006 a Grafton e formato dalle sorelle Brooke McClymont, Samantha McClymont e Mollie McClymont.

## Storia
Le McClymonts sono state scoperte dalla Universal nel 1997 quando si esibivano al Gympie Muster; Brooke McClymont è stata la prima a firmare il contratto e, quando Samantha McClymont è diventata artista solista, l'etichetta ha deciso di unire le tre sorelle come trio nel febbraio 2006.
Il gruppo ha registrato il suo primo EP eponimo ai Rocking Horse Studios di Byron Bay con il produttore Steve James. Anticipato dai singoli di successo nelle radio australiane country  Something That My Heart Does e Baby's Gone Home, è stato pubblicato il 5 giugno 2006 e ha raggiunto la 40ª posizione nella ARIA Albums Chart. È stato promosso con il The Outback to the Beaches Tour, accompagnate dal collega country Lee Kernaghan.
A febbraio 2007 le McClymonts hanno scritto e registrato il loro primo album in studio a Nashville con l'aiuto di scrittori quali Monty Powell, Eric Silver, Trey Bruce, Nathan Chapman, Steve Diamond e Frank Myers. Il disco, intitolato Chaos and Bright Lights, è stato diffuso il 12 novembre 2007, ha raggiunto il 37º posto nella classifica australiana degli album ed è stato certificato disco d'oro in madrepatria per le 35 000 copie vendute. Agli ARIA Music Awards 2007 è stato candidato nella categoria Miglior album country.
Il gruppo ha registrato il secondo album, Wrapped Up Good, a Nashville a fine 2009 con il produttore Adam Anders. È stato pubblicato il 15 gennaio 2010, piazzandosi in 2ª posizione della classifica australiana e vincendo il premio Miglior album country agli ARIA Music Awards. È stato inoltre certificato disco d'oro nel paese.
Nel 2011 hanno compiuto un tour statunitense per promuovere l'uscita americana di Wrapped Up Good, aprendo concerti per Jason Aldean, Lady Antebellum, Kellie Pickler e Ozzy Osbourne. Inoltre, nel corso dell'anno si sono esibite due volte allo storico Grand Ole Opry.
Il terzo album del gruppo, Two Worlds Collide, è stato reso disponibile il 18 maggio 2012 in Australia e si è spinto fino alla 7ª posizione in patria. Grazie al disco le sorelle hanno nuovamente vinto il premio per il Miglior album country agli ARIA Music Awards, trionfando anche in due categorie ai Country Music Awards of Australia del 2013.
Nel 2014 è uscito il singolo Going Under (Didn't Have To) in occasione dell'annuale Tamworth Country Music Festival, dove il gruppo ha condotto la 42ª edizione della Country Music Association of Australia Awards. La canzone ha esordito 91ª nella ARIA Singles Chart ed è stata la prima estratta dal terzo album in studio.
Il disco, intitolato Here's to You & I e prodotto da Lindsay Rimes, è stato pubblicato su etichetta Universal Music Australia il 4 luglio 2014 ed ha debuttato al numero 8 della ARIA Albums Chart . Le sorelle hanno trascorso il resto del 2014 è la prima metà del 2015 in tournée; nel 2015 hanno vinto due premi ai CMAA Golden Guitar Awards, un premio ai Country Music Channel Awards e sono state nominate in una categoria agli ARIA Music Awards e in due agli APRA Awards 2015.
A ottobre 2016 è stato pubblicato il singolo House come primo estratto dal quinto album Endless, pubblicato nell'anno successivo e piazzatosi terzo nella classifica australiana. Il sesto album, Mayhem to Madness, è stato distribuito a giugno 2020 ed è stato anticipato dai brani I Got This e Open Heart. Anch'esso ha debuttato alla terza posizione in Australia, segnando il loro quinto album in top ten.

## Discografia

### Album in studio
- 2007 – Chaos and Bright Lights
- 2010 – Wrapped Up Good
- 2012 – Two Worlds Collide
- 2014 – Here's to You & I
- 2017 – Endless
- 2020 – Mayhem to Madness

### EP
- 2006 – The McClymonts EP

### Raccolte
- 2014 – The Studio Recordings: 2006-2012

### Singoli
- 2006 – Something That My Heart Does
- 2007 – Baby's Gone Home
- 2007 – Save Yourself
- 2007 – My Life Again
- 2008 – Finally Over Blue
- 2008 – Shotgun
- 2008 – Favourite Boyfriend of the Year
- 2009 – Kick It Up
- 2009 – Wrapped Up Good
- 2010 – Hearts on Fire
- 2011 – A Woman Is a Flame
- 2012 – I Could Be a Cowboy
- 2012 – How Long Have You Known
- 2012 – Piece of Me
- 2012 – Little Old Beat Up Heart
- 2012 – This Ain't Over
- 2014 – Going Under (Didn't Have To)
- 2014 – Here's to You & I
- 2014 – Forever Begins Tonight
- 2016 – House
- 2017 – Don't Wish It All Away
- 2018 – Like We Used To
- 2020 – I Got This
- 2020 – Open Heart
- 2020 – Free Fall